# Херсонський обласний Палац культури

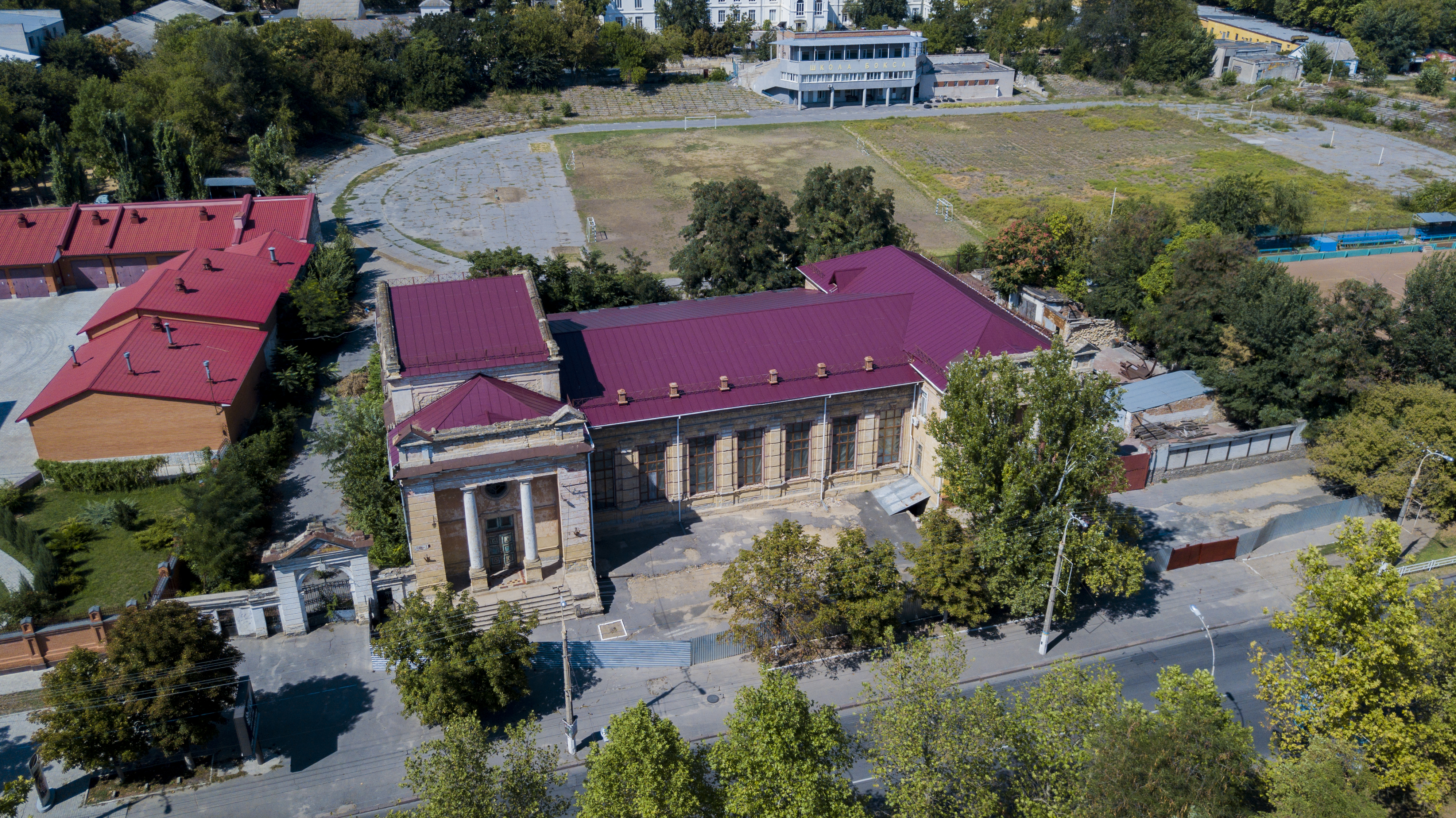
Херсонський обласний палац культури

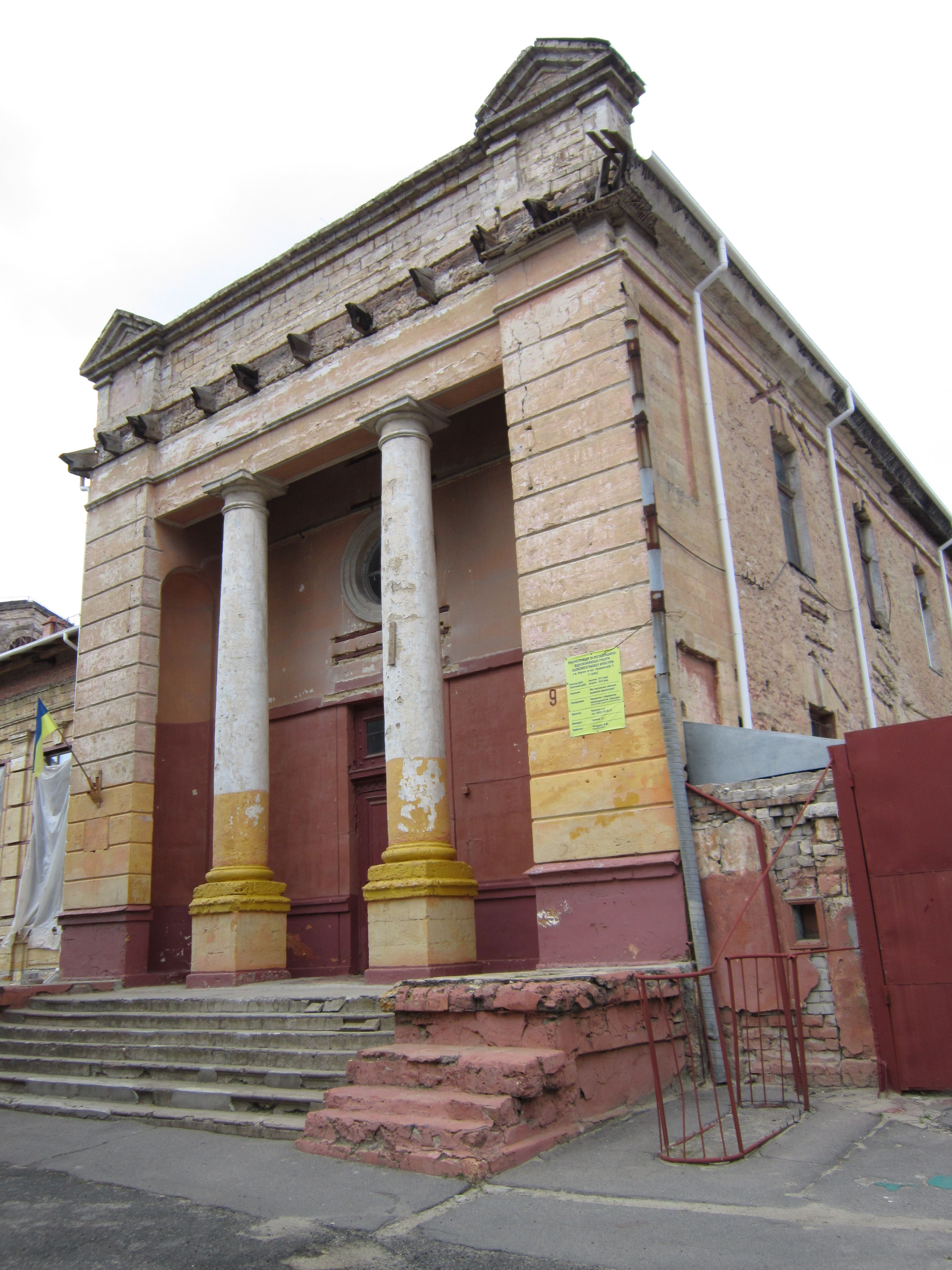
Вхід

Херсонський обласний Палац культури — пам'ятка історії та архітектури в Херсоні на вулиці Перекопській, 9. Знаходиться під державною охороною та занесена до Державного реєстру нерухомих пам'яток України.

## Історія
Основна споруда будувалась для потреб дітей. У травні 1903 року була освячена закладка будівлі. В кінці грудня цього ж 1903 року будівництво «начорно» було закінчено. Великим потрясінням стала пожежа, що зруйнувала майже всю будівлю в серпні 1904 року. В 1906 році з'явилася нова споруда, яка одержала назву «Міська аудиторія».
Довжина зали — 25 м, ширина 15 м, висота 8,5 м. З 1911 року Херсонська міська аудиторія має назву «Народный Дом».
Саме тут, в Народному Домі, проводились футуристичні виставки, проходили вистави самодіяльних колективів, читав свої лекції Володимир Маяковський. Давали спектаклі зірки театрального мистецтва М. Заньковецька, М. Садовський, О. Саксаганський.
В 1917 році в стінах Народного Дому відкрився перший в Херсоні український народний театр.
З 1925 до 1941 року назва закладу змінюється на Будинок просвіти. Після закінчення Великої Вітчизняної війни і до 1988 року в будівлі розміщався Будинок офіцерів. В 1988 році рішенням сесії народних депутатів Херсонської обласної ради Будинок офіцерів передали управлінню культури для реконструкції під обласний Палац культури.
15 лютого 2023 року був поверхнево пошкоджений російським обстрілом.

## Структура
На сьогодні[коли?] у Палаці працює 26 творчих колективів. Гордістю Палацу є професійний джазовий оркестр. У клубах за інтересами та творчих колективах займаються більше 1100 осіб. Звання «народний» мають 7 художніх колективів:
- аматорський ансамбль народної пісні «Берегиня»;
- вокальний ансамбль «Червона калина»;
- ансамбль військово-патріотичної пісні «Береза»;
- хор народної пісні «Дніпровські передзвони»;
- фольклорний ансамбль «Херсонські молодички»;
- вокальний ансамбль «Журавка»;
- клуб ветеранів війни та праці «Патріот Вітчизни» ім.генерала Жирнова.

Палац культури є базовим закладом в області по організації роботи з людьми похилого віку. Учасники колективів — це ветерани війни та праці, воїни-інтернаціоналісти, діти війни, учасники Чорнобильської аварії. Останні 3 роки на високому художньому рівні проходили звітні концерти художньо—творчих колективів Палацу культури на сцені Херсонського обласного академічного музично-драматичного театру ім. М. Куліша. Колективи Палацу активно співпрацюють та ведуть шефство над Голопристанським геріатричним пансіонатом, обласним шпиталем для ветеранів війни, школами та дитячими садками.

## Напрями діяльності
Головними напрямками у роботі обласного Палацу культури є проведення різноманітних за формами масових та громадських заходів — це День Соборності України, День пам'яті Героїв Крут, День пам'яті жертв голодоморів, свята, присвячені Дню Конституції України, Дню Незалежності України, Новорічні ярмарки, тематичні вечори, «вогники», вечори відпочинку.
Головне завдання діяльності закладу залишається незмінним — відродження, збереження та розвиток народної творчості, аматорського мистецтва, організація культурно-розважальної діяльності.